# Tina Vogelmann
Tina Vogelmann (* 24. März 1985) ist eine deutsche Poolbillardspielerin.

## Karriere
Mit dem Billard angefangen hat sie mit 17 Jahren beim CS Öhringen. 2002 bis 2004 spielte sie im Jugendleistungskader. 2004 absolvierte sie die Ausbildung zur C-Trainerin. Sie wechselte 2004 zum BSF Kurpfalz und wurde in den Damenleistungskader des Billard Verbandes Baden-Württemberg aufgenommen. Seit dem Sommer 2018 spielt sie beim BULL Billard & Dart Leonberg-Höfingen 1989 e. V.
Seit 2007 erreichte Tina Vogelmann mehrere nationale Titel und nahm an internationalen Wettbewerben teil. So erreichte sie den fünften Platz in der deutschen Meisterschaft 2007 im Damen-Kombimannschaft, den dritten Platz im 8-Ball Einzel der Damen und gewann schließlich die deutsche Meisterschaft im 9-Ball Einzel der Damen. Bei der Poolbillard-Europameisterschaft 2008 in Willingen konnte sie keinen der ganz vorderen Ränge erreichen, schnitt jedoch gut ab. Danach wurde Tina Vogelmann in die deutsche Nationalmannschaft berufen und startete dort in den Disziplinen 8-Ball, 9-Ball und 14 und 1 endlos. Bei der Poolbillard-Europameisterschaft 2009 schaffte sie es im 14 und 1 endlos bis ins Achtelfinale.
2017 gewann Tina Vogelmann im 14 und 1 endlos mit Bronze auf der Europameisterschaft die erste internationale Einzelmedaille. Im 10-Ball belegte sie den 5. Platz. 
2018 wurde sie durch Erfolge in der Damen-Eurotour erstmals für die China Open und die Damen-Weltmeisterschaften nominiert. 
2019 gewann Tina Vogelmann erneut die Goldmedaille bei der deutschen Meisterschaft im 9-Ball der Damen. Im Anschluss stand sie auf der Damen-Eurotour im Finale und belegte hier den 2. Platz.
Auch 2022 gewann sie die deutsche Meisterschaft im 9-Ball. Zudem wurde sie im März 2022 in Laško, Slowenien, zusammen mit  Veronika Ivanovskaia, Melanie Süßenguth und Pia Filler Team-Europameisterin.
2023 wurde Tina Vogelmann sowohl im 14 und 1 endlos als auch im 8-Ball Europameisterin der Damen.